# Le Souper à Emmaüs (Pontormo)
Pour les articles homonymes, voir La Cène d'Emmaüs.
Le Souper à Emmaüs est un tableau du peintre italien Pontormo réalisé en 1525. Cette huile sur toile représente Jésus-Christ ressuscité faisant le signe de bénédiction alors qu'il est à table entouré par les pèlerins d'Emmaüs, sous l'œil de la Providence. L'œuvre est conservée à la galerie des Offices, à Florence.